# Eyra
Eyra är ett förled som används i namnen Eyravallen, Eyrabadet och Eyragatan  i södra Örebro. Området mellan Sörby och Södermalm kallas ofta för Eyra.

## Etymologi
Enligt en äldre uppfattning, som framfördes av Erik Gustaf Geijer, var Eyrarsundsbro eller Eyrarsund (jfr Ör), senare Öresund, det ursprungliga namnet på Örebro. Geijer hade inga källor till sitt påstående, men ändå fördes denna obestyrkta uppfattning fram även i den äldsta upplagan (år 1894) av Nordisk familjebok. Något sund finns inte i eller i närheten av Örebro och bland annat därför lär inte något Eyrarsundsbro eller Eyrarsund ha gett namn åt Örebro. Eyra- är en felaktig och missuppfattad form för Öra- i Örabro. När i modern tid namnet Eyravallen år 1923 gavs åt en idrottsanläggning i Örebro har detta sin bakgrund i Geijers övergivna etymologi.